# Fusconaia cuneolus
Fusconaia cuneolus är en musselart som först beskrevs av I. Lea 1840.  Fusconaia cuneolus ingår i släktet Fusconaia och familjen målarmusslor. IUCN kategoriserar arten globalt som starkt hotad. Inga underarter finns listade i Catalogue of Life.